# Impact Wrestling United We Stand
Impact Wrestling United We Stand fue un evento pago por visión de lucha libre profesional producido por Impact Wrestling. Tuvo lugar el 4 de abril del 2019 en el Rahway Recreation Center en Rahway, Nueva Jersey. Es el segundo evento pago por visión de Impact Wrestling en el 2019.
Este evento contó con la presencia de los luchadores de Lucha Libre AAA Worldwide (AAA) y Lucha Underground, con quienes Impact tiene asociaciones, incluidas las estrellas de Major League Wrestling (MLW), Dragon Gate y Wrestle Pro. El evento fue transmitido en vivo por FITE TV.

## Resultados
- Johnny Impact derrotó a Ace Austin, Dante Fox, Jake Crist y Pat Buck en un Ultimate X Match y ganó la oportunidad por el Campeonato de la División X de Impact.
  - Impact descolgó la X que colgaba de lo alto del coliseo, ganando la lucha.
  - Originalmente Jack Evans y Kotto Brazil formaban parte del combate, pero no se presentaron.
- Team Lucha Underground (Aero Star, Daga, Drago & Marty Martínez) derrotaron a Team IMPACT (Brian Cage, Eddie Edwards, Moose & Tommy Dreamer).
  - Martínez cubrió a Dreamer después de un «Moth-Ra».
  - Originalmente King Cuerno formaba parte del combate haciendo equipo con LU, pero fue reemplazado por Martínez debido su salida.
- Taya Valkyrie derrotó a Jordynne Grace, Katie Forbes y Rosemary y retuvo el Campeonato de Knockouts de Impact.
  - Valkyrie cubrió a Grace con un «Roll-up»
  - Durante la lucha, Su Yung interfirió en contra de Rosemary.
- The Latin American Xchange (Ortiz & Santana) (con Konnan) derrotaron a Promociones Dorado (Low Ki & Ricky Martinez).
  - Ortiz cubrió a Martinez después de un «Street Sweeper».
- Tessa Blanchard derrotó a Joey Ryan.
  - Blanchard cubrió a Ryan después de un «Magnum».
- Rich Swann derrotó a Flamita y retuvo el Campeonato de la División X de Impact.
  - Swann cubrió a Flamita después de un «Phoenix Splash».
  - Originalmente YAMATO iba a ser el retador, pero fue reemplazado por Flamita debido a problemas con su visa.
- Sami Callihan derrotó a  Jimmy Havoc en un Monster's Ball Match.
  - Callihan cubrió a Havoc después de un «Piledriver» sobre unas sillas.
  - Después de la lucha, Callihan y Havoc se dieron la mano en señal de respeto.
- The Lucha Bros (Fénix & Pentagón Jr.) derrotaron a Rob Van Dam & Sabu en un Extreme Dream Match
  - Pentagón cubrió a Sabu después de un «Fear Factor»
  - El Campeonato Mundial en Parejas de Impact de los Lucha Bros no estuvieron en juego.
  - Después de la lucha, The Lucha Bros y Sabu & Van Dam se dieron la mano en señal de respeto.
  - Este fue el regreso de Rob Van Dam a Impact.